# Jesúpolis
Jesúpolis é um município brasileiro do estado de Goiás.

## História
Cidade localizada no interior goiano, fundada a partir de um latifúndio do Sr. Cândido Dias dos Santos, pai do Sr. Simeão Urbano. Com uma partilha inicial de terras, a cidade foi iniciada, e a região predominantemente agrária começou a se fixar na nova cidade. 
Um dos aspectos mais importantes de Jesúpolis é a grande religiosidade que emana da cidade. Em suas ruas, é celebrada a conhecida Festa do Divino Espírito Santo, mais conhecida como Folia de Reis. Sua celebração tornou a cidade famosa e sua região.
Jesúpolis e Goiânia são as únicas cidades que abrigam a casa correspondente da filosofia do Racionalismo Cristão no estado de Goiás, codificada por Luís José de Mattos Chaves Lavrador no início do século XX.

## Geografia
Sua população estimada em 2010, de acordo com o censo do IBGE era de 2 293 habitantes.

### Rodovias
- GO-529

## Administração
- Prefeito: Adriano Peixoto Oliveira (2021-2024)
- Vice-prefeito: Jeso Vidal da Silva
- Presidente da câmara: Isaac Francisco de Morais (2021-2024)